# Erich Koch
Erich Koch (Elberfeld, 19 giugno 1896 – Barczewo, 12 novembre 1986) è stato un politico tedesco, esponente d'alto livello del NSDAP e Gauleiter  della Prussia Orientale dal 1928 al 1945, nonché capo dell'amministrazione civile (Chef der Zivilverwaltung) del distretto di Bialystok tra il 1941 e il 1945. Durante questo periodo, fu anche Reichskommissar del Reichskommissariat Ukraine dal 1941 al 1944. Dopo la seconda guerra mondiale, Koch fu processato in Polonia e condannato a morte nel 1959 per crimini di guerra. La condanna venne commutata in ergastolo un anno dopo..

## La nascita e la prima guerra mondiale
Koch nacque a Elberfeld, oggi parte di Wuppertal, figlio del supervisore Gustav Adolf Koch e della moglie Henriette, nata Matthes (1863–1939). Nella prima guerra mondiale prestò servizio senza distinzioni come soldato dal 1915 alla fine della guerra nel 1918. In seguito combatté come membro del Freikorps Roßbach nell'Alta Slesia. Esperto commerciante, Koch entrò nel settore del servizio ferroviario, sperando di raggiungere il livello medio del servizio civile. Fu licenziato da questa posizione nel 1926 per attività anti-repubblicane.

## L'ascesa nel Partito nazista
Koch si unì al NSDAP nel 1922 (di cui fu il membro numero 90). Dal 1922 ebbe diversi incarichi di partito nella Gau della Ruhr. Durante l'occupazione della Ruhr, fece parte del gruppo di Albert Leo Schlageter e fu incarcerato più volte dalle autorità francesi. Nel 1927 divenne Bezirksführer del NSDAP di Essen e in seguito il vice Gauleiter del Gau della Ruhr. Koch apparteneva all'ala sinistra del partito ed era un sostenitore della fazione guidata da Gregor Strasser.
Nel 1928 Koch divenne Gauleiter della provincia della Prussia Orientale e il leader della fazione NSDAP nella dieta provinciale. Dal settembre 1930 fu membro del Reichstag per la Prussia orientale. Dopo il Machtergreifung, Koch fu nominato parte del Consiglio di Stato 
prussiano nel luglio del 1933. Nel settembre del 1933 divenne Oberpräsident della Prussia orientale, in sostituzione di Wilhelm Kutscher. Nel 1938 Koch fu nominato SA-Obergruppenführer.

### Gauleiter della Prussia Orientale
Il governo prebellico di Koch nella Prussia orientale fu caratterizzata da sforzi per collettivizzare l'agricoltura locale e dalla spietatezza nel trattare i suoi critici dentro e fuori il partito. Aveva anche piani a lungo termine per l'industrializzazione su larga scala della provincia in gran parte agricola. Queste azioni lo resero impopolare tra i contadini locali. Tuttavia, attraverso programmi di aiuti di emergenza finanziati con fondi pubblici incentrati su progetti di miglioramento del territorio agricolo e per la costruzione di strade, il "Piano Erich Koch" per la Prussia orientale avrebbe reso la provincia libera dalla disoccupazione; il 16 agosto 1933 Koch riferì a Hitler che la disoccupazione era stata completamente bandita dalla Prussia orientale, un'impresa che suscitò ammirazione in tutto il Reich.
I piani di industrializzazione di Koch lo portarono in conflitto con Richard Walther Darré, che ricopriva le cariche di Capo contadino del Reich (Reichsbauernführer) e di ministro dell'agricoltura. Darré, un romantico rurale neopagano, voleva rafforzare la sua visione di una Prussia orientale agricola. Quando i suoi rappresentanti contestarono i piani di Koch, questi li fece arrestare.

## Seconda guerra mondiale

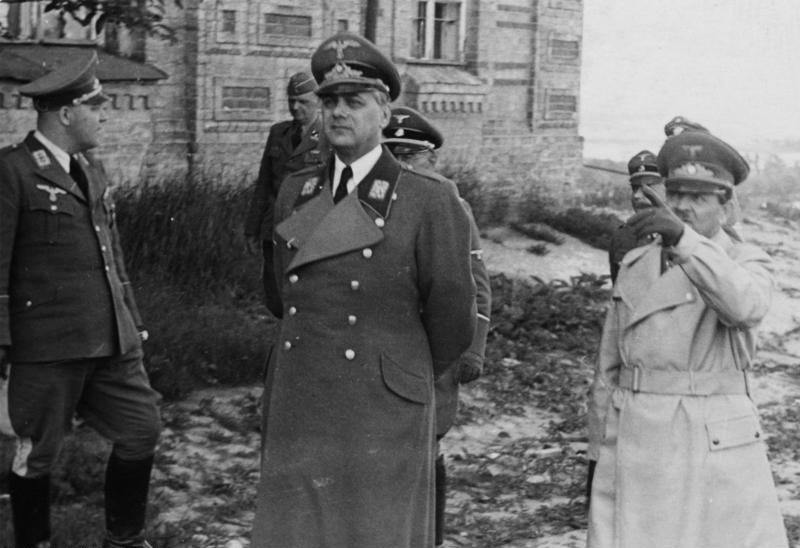
Erich Koch (a destra) e Alfred Rosenberg (al centro) a Kiev, Reichskommissariat dell'Ucraina.

All'inizio della seconda guerra mondiale, Koch fu nominato commissario alla Difesa del Reich (Reichsverteidigungskommissar) per la Prussia orientale (distretto militare I). Il 26 ottobre 1939, dopo la fine dell'invasione della Polonia, fu trasferito dalla Prussia orientale al nuovo Reichsgau Westpreußen, in seguito ribattezzato Danzica-Prussia occidentale. La Prussia orientale venne compensata con il Regierungsbezirk Zichenau (precedentemente Ciechanów). Queste nuove aree si trovano approssimativamente tra i fiumi Vistola e Narew.
Nel marzo del 1940 Theodor Schieder, che era direttore dell'ufficio regionale per la storia del dopoguerra (Landesstelle fur Nachkriegsgeschichte), presentò al Gauleiter Erich Koch un piano dettagliato relativo agli studi sui territori annessi alla Prussia orientale; Koch stesso voleva conoscere le condizioni politiche, sociali ed etniche in quelle aree. Schieder inviò due rapporti a Koch, tra cui un inventario della popolazione condotto alla fine del XIXesimo secolo dell'area in questione, che divenne rilevante per le politiche naziste di sterminio e insediamento e fornì le basi per la segregazione dei coniugi ebrei e "slavi" di etnia tedesca nella Volksliste tedesca.
Subito dopo l'invasione dell'Unione Sovietica, Koch fu nominato "commissario civile" (Zivilkommissar) il 1 ° agosto 1941, e successivamente capo dell'amministrazione civile nel distretto di Bialystok.
Nel 1942 il Gauleiter Erich Koch espresse ringraziamenti a Theodor Schieder per il suo aiuto nelle operazioni naziste nell'annessa Polonia scrivendo: «Come direttore di "Landesstelle Ostpreußen für Nachkriegsgeschichte" hai fornito materiale che ha fornito un servizio significativo nella nostra lotta contro i polacchi e continua ad aiutarci a stabilire un nuovo ordine oggi nel Regierungsbezirke di Zichenau e di Bialystok.»
Il 1º settembre Koch divenne Reichskommissar del Reichskommissariat dell'Ucraina con il controllo della Gestapo e della Ordnungspolizei. Il suo dominio ora si estendeva dal Mar Baltico al Mar Nero; quest'area comprendeva aree etniche tedesche, polacche, bielorusse e ucraine. Come Reichskommissar aveva piena autorità nella zona da lui governata, il che ha portato al conflitto con altri elementi della burocrazia nazista. Alfred Rosenberg, ministro del Reich per i Territori orientali occupati dell'Est (Reichsministerium für die besetzten Ostgebiete), espresse la sua disapprovazione per le azioni autonome di Koch a Hitler nel dicembre 1941.
Il primo atto di Koch come Reichskommissar fu di chiudere le scuole locali, dichiarando che «i bambini ucraini non hanno bisogno di scuole. Ciò che dovranno imparare sarà loro insegnato dai loro padroni tedeschi». La sua brutalità è meglio esemplificata dalla sua osservazione, «Se incontro un ucraino degno di essere seduto al mio tavolo, devo fargli sparare». Koch collaborò con il plenipotenziario generale per la distribuzione del lavoro (Generalbevollmächtigter für den Arbeitseinsatz) Fritz Sauckel nel fornire lavoro forzato al Reich. Fu anche coinvolto nella persecuzione degli ebrei polacchi e ucraini. A causa delle sue azioni brutali, il dominio nazista in Ucraina fu disturbato da un numero crescente di rivolte partigiane.

Il Reichskommissar dell'Ucraina Erich Koch dichiarò a proposito della  Herrenvolk (razza superiore) tedesca: 
(Erich Koch, 5 marzo 1943)
 Koch fu nominato capo del Volkssturm della Prussia orientale il 25 novembre 1944. Mentre l'Armata Rossa avanzava nella sua zona nel 1945, Koch fuggì inizialmente da Königsberg a Berlino alla fine di gennaio, dopo aver condannato la Wehrmacht del tentativo di attuare una fuga simile dalla Prussia orientale. Ritornò quindi nella città molto più sicura di Pillau, «dove fece un grande spettacolo organizzando l'evacuazione marina usando le comunicazioni radio della Kriegsmarine, prima di allontanarsi di nuovo» scappando attraverso questo porto del Mar Baltico il 23 aprile 1945 sulla rompighiaccio Ostpreußen. Da Pillau attraverso la penisola di Hel, l'isola di Rügen e Copenaghen arrivò a Flensburgo, dove si nascose dopo aver chiesto senza successo che un U-boot lo portasse in Sud America. Fu catturato dalle forze britanniche ad Amburgo nel maggio del 1949.

## Processo e reclusione

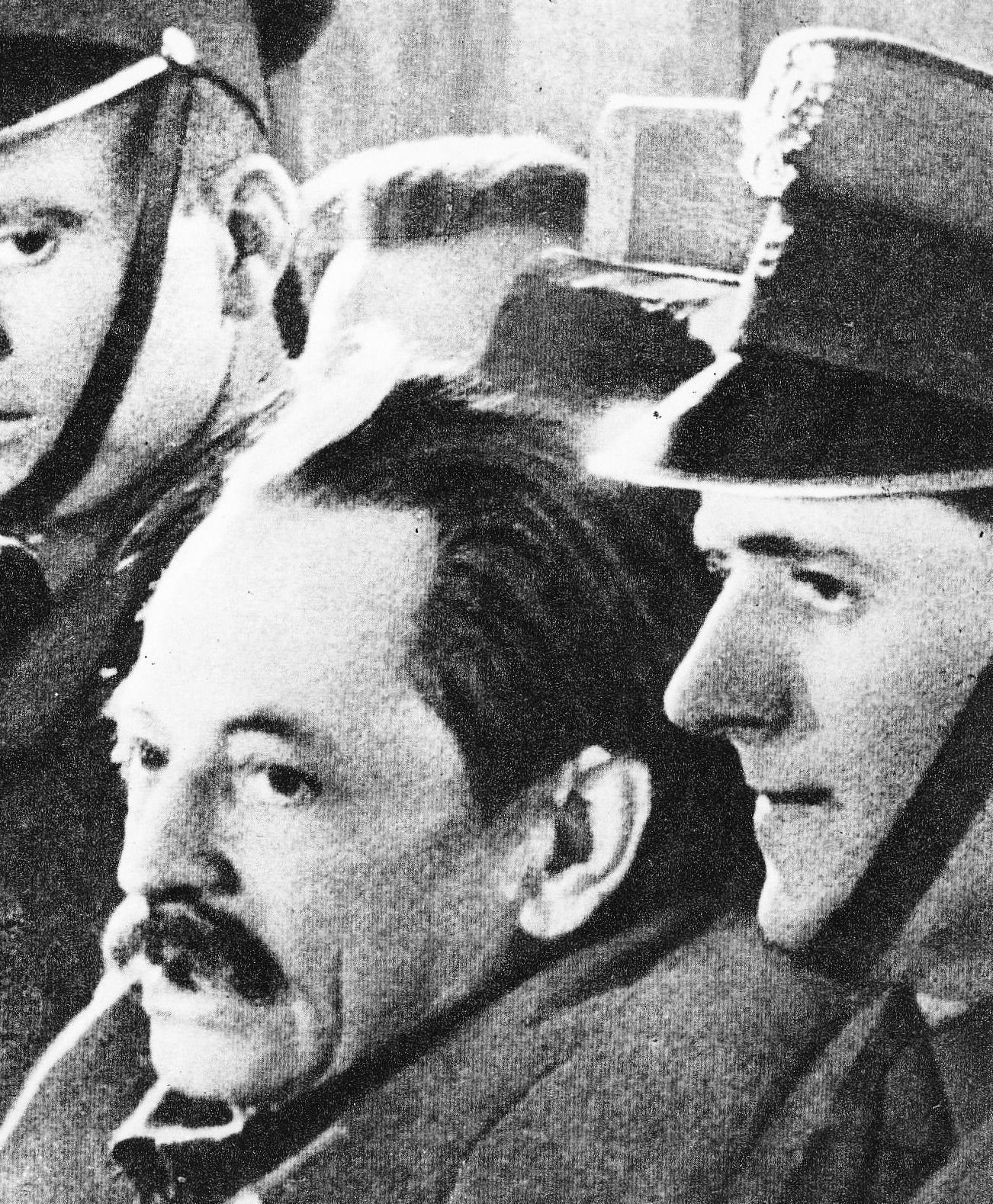
Erich Koch durante il suo processo in Polonia

L'Unione Sovietica chiese l'estradizione di Koch, ma il governo britannico decise invece di consegnarlo al governo polacco. Il 14 gennaio 1950 fu consegnato dagli inglesi in una prigione a Varsavia, la prigione di Mokotów, dove rimase incarcerato per altri otto anni prima che il suo processo iniziasse il 19 ottobre 1958. Egli dovette affrontare accuse di crimini di guerra per lo sterminio di 400 000 polacchi, ma non è mai stato incriminato per i suoi crimini in Ucraina.
Ritenuto colpevole di questi crimini, fu condannato a morte il 9 marzo 1959 dal tribunale distrettuale di Varsavia per aver pianificato, preparato e organizzato l'omicidio di massa di civili.
La sua condanna fu commutata in ergastolo a causa di cattive condizioni di salute, anche se molti credono che sia stato risparmiato perché i sovietici pensavano che possedesse informazioni sulle opere d'arte saccheggiate dai nazisti durante la guerra; in particolare, credevano avesse informazioni su dove si trovasse la sala d'ambra del palazzo di Carskoe Selo vicino a Leningrado, che fu smantellato per ordine diretto di Koch. I sovietici credevano che avesse ordinato che parti di questa famosa stanza fossero nascoste a bordo della nave da crociera Wilhelm Gustloff, che fu silurata e affondata nel Baltico mentre evacuava i rifugiati dalla Prussia orientale all'inizio del 1945. I tentativi di salvataggio da parte delle squadre di immersioni sovietiche e polacche negli anni '50 non rivelarono prove a sostegno di questa teoria.
Koch è apparso in un servizio televisivo sulla storia di Königsberg nel 1986, intervistato da giornalisti della Germania Ovest nella sua cella di prigione polacca. Egli non si pentì mai dei suoi atti, sostenendo che non si sarebbe mai arreso in quanto "era una questione d'onore". Morì poco dopo per cause naturali nella prigione di Barczewo (ex Wartenburg nella Prussia orientale), in Polonia, all'età di 90 anni, come l'ultimo criminale di guerra a scontare la pena in Polonia.

## Koch e il cristianesimo
Koch era apertamente cristiano. Oltre alla sua carriera politica, Koch fu anche eletto praeses dal Sinodo dell'antica provincia ecclesiastica prussiana della Prussia orientale. Sebbene Koch preferisse il movimento Deutsche Christen al tradizionale protestantesimo, i suoi contemporanei consideravano Koch un cristiano fedele, il cui successo nella sua carriera in chiesa poteva essere attribuito al suo impegno nella fede luterana.
Koch si dimise ufficialmente dalla sua appartenenza alla chiesa nel 1943, ma nella sua testimonianza postbellica dichiarò: «Ho sostenuto che l'idea nazista doveva svilupparsi da un atteggiamento prussiano-protestante di base e dalla incompiuta Riforma protestante di Lutero». Nel 450º anniversario della nascita di Lutero (10 novembre 1933), Koch parlò delle circostanze del compleanno di Lutero: egli affermò che il Machtergreifung fosse un atto di volontà divina e dichiarò che sia Lutero che Hitler lottarono nel nome della fede.
È stato ipotizzato che i conflitti di Koch con Rosenberg e Darré avessero un elemento religioso nei loro confronti; sia Rosenberg che Darré erano neopagani anticristiani che non credevano che la Weltanschauung nazista ("visione del mondo") fosse compatibile con il cristianesimo.